# Varsó villamosvonal-hálózata
Varsó villamosvonal-hálózata (lengyel nyelven: Tramwaje w Warszawie) Lengyelország fővárosában, Varsóban található. Összesen 25 vonalból áll, a hálózat teljes hossza 132 km. Jelenlegi üzemeltetője a Tramwaje Warszawskie Sp. z.o.o..
A vágányok normál nyomtávolságúak, az áramellátás felsővezetékről történik, a feszültség 600 V egyenáram. Éves utasforgalma 195 000 000 fő (2010).
A forgalom 1866. december 11-én indult el.